# Воббия
Воббия (итал. Vobbia) — коммуна в Италии, располагается в регионе Лигурия, в провинции Генуя.
Население составляет 474 человека (2008 г.), плотность населения составляет 14 чел./км². Занимает площадь 33 км². Почтовый индекс — 16010. Телефонный код — 010.
Покровительницей коммуны почитается Пресвятая Богородица (Madonna delle Grazie), празднование во второе воскресение августа.

## Демография
Динамика населения:

## Администрация коммуны
- Официальный сайт: http://www.comune.vobbia.ge.it